# Литовско-намибийские отношения
Литовско-намибийские отношения – двусторонние международные отношения между Литвой и Намибией.

## История
Намибия признала независимость Литвы 30 сентября 1991 года, после того как Литва стала членом Организации Объединенных Наций. Неизвестно, когда и была ли Литвой официально признала независимость Намибии. Дипломатические отношения были установлены 22 декабря 2005 года, после тога как посол Литвы в Швеции Пятрас Запольскас и посол Намибии в Швеции Пандулени Шингенге подписали совместную декларацию об установлении дипломатических отношений между Литовской Республикой и Республикой Намибия.
В 2010 году Намибия аккредитовала своего первого посла в Литве. За период 2010-2016 годов посольство Намибии в Швеции было аккредитовано в Литве, с 2017 года - Посольство Намибии в Финляндии. Литва аккредитовала своего первого посла в Намибии в 2016 году.
5 марта 2013 года делегация, возглавляемая заместителем министра иностранных дел Намибии Пейей Мушеленгой, посетила Литву, где ее приняли заместители министра иностранных дел Литвы Нерис Германас и Витаутас Лешкевичюс. Обсуждались двусторонние и многосторонние отношений, предстоящее председательство Литвы в Совете Европейского Союза. Также намибийская делегация, в состав которой входили представители бизнес-организаций страны, встретилась с представителями министерств экономики, образования и науки, сельского хозяйства, руководителями Конфедерации бизнеса Литвы.
14 сентября 2015 года в Каунасе было открыто почетное консульство Республики Намибия, почетным консулом был назначен Висмантас Рашкинис. На открытии присутствовал президент Каунасской торгово-промышленной и ремесленной палаты Зигмантас Даргявичюс и гости из Намибии.
Между государствами состоялась одна двусторонняя политическая консультация — она состоялась в 20 сентября 2019 года в Виндхуке, столице Намибии, между Министерством иностранных дел Литвы и Министерством международных отношений и сотрудничества Республики Намибия. Делегации возглавили директор департамента двусторонних отношений и сотрудничества Намибии посол Морина Мууонджо и директор департамента Латинской Америки, Африки, Азии и Океании Министерства иностранных дел Диана Мицкевичене . В ходе встречи обсуждались возможности стимулирования более интенсивных деловых, академических и культурных связей между Литвой и Намибией, были представлены возможности обучения намибийских студентов в Литве.

## Экономическое сотрудничество
В 2018 году по товарооборот между Литвой и Намибией достиг 2,0 миллионов евро.
В торговом балансе преобладает экспорт из Литвы в Намибию.
- Экспорт составляет 1,99 миллионов  евро
- Импорт составляет 176 тысяч евро.

| Год                                | 2016  | 2017  | 2018  |
| ---------------------------------- | ----- | ----- | ----- |
| Экспорт в Намибию (миллионов евро) | 8,68  | 0,44  | 1,99  |
| Импорт из Намибии (тысяч евро)     | 163,6 | 149,6 | 176,0 |

## Граждане Намибии в Литве
| Год                                | 2016 | 2020 | 2021 | 2022 |
| ---------------------------------- | ---- | ---- | ---- | ---- |
| Количество граждан Намибии в Литве | 2    | 3    | 5    | 4    |